# Eufonius
Eufonius est un groupe de musique japonais qui a composé plusieurs chansons pour des anime et des jeux vidéo, dont Kashimashi, Himawari!, Noein, Yosuga no Sora, ou le visual novel Clannad. La chanteuse principale est Riya.
Le fondateur du groupe, Hajime Kikuchi, meurt le 16 novembre 2023 des suites d'une Insuffisance cardiaque aiguë, à l'âge de 44 ans.

## Membres
- riya - auteur et chanteuse
- Masashi Ōkubo (大久保 将, Ōkubo Masashi?)

## Anciens membres
- Hajime Kikuchi (菊地 創, Kikuchi Hajime?) (†)   - compositeur, parfois auteur

## Discographie

### Singles
- 2 mai 2004 : Guruguru
- 21 octobre 2004 : Habataku Mirai/Yawarakai Kaze no Naka de (série anime Futakoi ; générique de début et de fin)
- 27 avril 2005 : Bokura no Jikan (série anime Futakoi alternative ; générique de fin)
- 25 août 2005 :: Chiisana Uta
- 2 novembre 2005 : Idea (série anime Noein; générique de début)
- 25 janvier 2006 : Koisuru Kokoro (série anime Kashimashi ; générique de début)
- 10 mai 2006 : Guruguru ~himawari version~ (série anime Himawari! ; générique de fin)
- 25 avril 2007 : Apocrypha (série anime Shinkyoku Sôkai Polyphonica ; générique de début)
- 7 juillet 2007 : Kirakira (série anime Himawari! ; générique de fin)
- 26 octobre 2007 : Mag Mell (série anime CLANNAD TV ; générique de début)
- 23 janvier 2008 : Reflectier (série anime True Tears ; générique de début)

### Albums
- 11 octobre 2003 : eufonius
- 27 avril 2005 : eufonius+
- 24 mai 2006 : Subarashiki Sekai
- 31 janvier 2007 : Σ
- 19 décembre 2007 : metafysik
- 10 juin 2008 : Metro Chrome
- 2009 : Nejimaki Musica
- 2009 : Ao no Scape
- 2010 : Nejimaki Musica 2
- 2011 : Bezel
- 2011 : Aletheia
- 2011 : Phonon
- 2012 : Nejimaki Musica 3
- 2014 : Frasco
- 2014 : Kioku Seizu